# (1474) Бейра
(1474) Бейра (лат. Beira) — астероид, относящийся к группе астероидов, пересекающих орбиту Марса, который принадлежит к тёмному спектральному классу B. Он был обнаружен 20 августа 1935 года южноафриканским астрономом Сирилом Джексоном в обсерватории Йоханнесбурга и назван в честь города Бейра в республике Мозамбик.

Орбита астероида Бейра и его положение в Солнечной системе
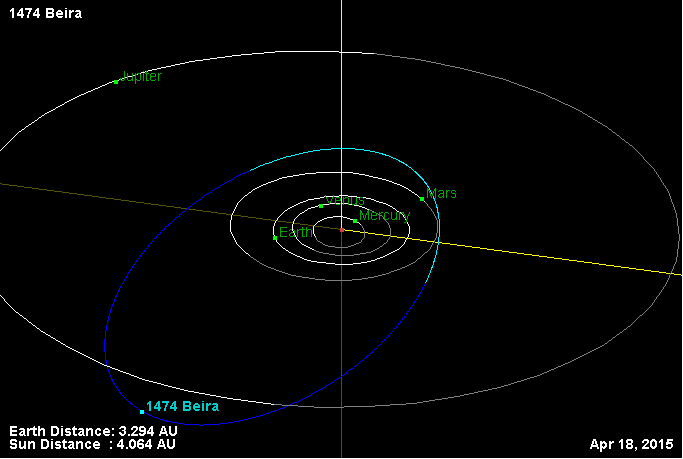
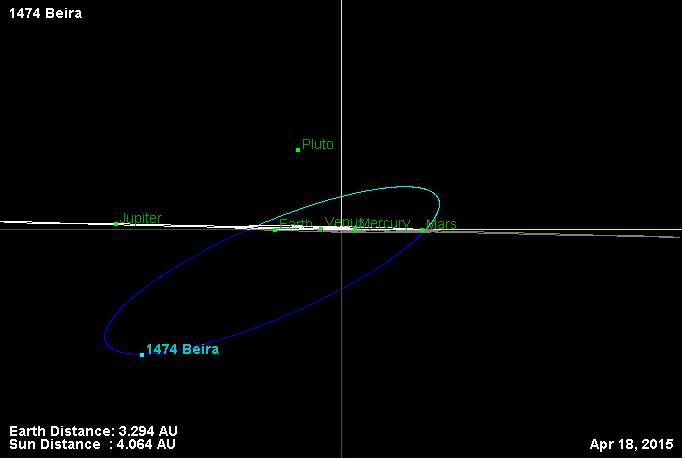